# دره سن فرناندو (فیلم)
«دره سن فرناندو» (انگلیسی: San Fernando Valley (film)) فیلمی در ژانر وسترن است که در سال ۱۹۴۴ منتشر شد. از بازیگران آن می‌توان به روی راجرز و جین پورتر اشاره کرد.